# Тетерин, Прокопий Кириллович
Прокопий Кириллович Тетерин (16 (29) июля 1912, с. Легостаево — 9 февраля 2004 года, Москва) — советский учёный-металлург в области теории и технологии обработки металлов давлением, доктор технических наук, профессор, лауреат Государственной премии СССР.

## Биография

### Ранние годы
Родился в селе Легостаево Новоселовской волости Минусинского уезда Енисейской губернии в семье крестьян-середняков Кирилла Даниловича Тетерина и Марии Максимовны. В 1920-е годы в процессе массовой компании большевиков по раскулачиванию семья, имевшая к тому времени семерых детей, была сослана в Туруханский край. По настоянию родителей Прокопию удалось бежать.
Окончил трёхгодичную школу крестьянской молодёжи в селе Новосёлово Красноярского края. В 1932 году поступил в Уральский индустриальный институт в Свердловске.
В 1938 году окончил институт с отличием и был направлен на работу в Никополь (Днепропетровская область) в качестве старшего инженера технического отдела Южно-Трубного завода. В 1939 году поступает в аспирантуру Днепропетровского металлургического института.

### Военные годы
В июне 1941 года пошёл добровольцем на фронт. Воевал в составе 196-й стрелковой дивизии (под командованием генерал-майора К. Е. Куликова, погибшего в плену в 1941 году) помощником командира полковой миномётной батареи в звании лейтенанта.
13 августа 1941 года при окружении в районе г. Корсунь и в результате тяжелого ранения в голову от разрыва гранаты был вместе с батареей захвачен в плен. Далее — концентрационные лагеря на территории Польши под Хелмом, Демблином, Понятовой, Бяла-Подляской, Седльцем. В августе 1943 года под руководством Тетерина был организован и осуществлен групповой побег в составе 7 человек из лагеря смерти под Седльцем.
Войну продолжил в составе партизанского отряда Польской Армии Людовой, который базировался в Парчевских лесах Люблинского воеводства. Назначен начальником штаба 1-го батальона воеводства, руководителем диверсионной работы воеводства и одновременно начальником первой диверсионной группы. Главные объекты диверсионных акций группы − железнодорожные пути по направлению к Советскому Союзу. Возглавляемый Тетериным диверсионный отряд пустил под откос семь воинских эшелонов противника с военной техникой и живой силой. Войну закончил в 1945 году, имея три тяжёлых ранения. Награждён Орденом Отечественной войны I степени. Польские награды вручал Президент Польши В. Ярузельский, но это было уже в 1984 г.

### После войны
В 1945 году после госпиталя возвращается в Свердловск в Уральский индустриальный институт для продолжения учёбы в аспирантуре под руководством профессора А. Ф. Головина. С 1947 года работал на кафедре обработки металлов давлением ассистентом по научному отделу. В том же году защитил кандидатскую диссертацию и был направлен для работы в Центральный научно-исследовательский институт чёрной металлургии им. И. П. Бардина. В 1957 году защитил докторскую диссертацию, создал лабораторию трубопрокатного производства, которой руководил до 1984 года.
Разработал теорию и создал научную школу поперечной, винтовой и периодической прокатки заготовок. Один из разработчиков совмещенных процессов непрерывной разливки и прокатки заготовок на планетарном стане. Теория процессов поперечной и винтовой прокатки, изложенная П. К. Тетериным в трёх монографиях, в значительной степени определила современный уровень теории трубного производства. Особо следует отметить разработанную им теорию сложнейших процессов периодической прокатки, теорию горячей и холодной пилигримовой прокатки труб. П. К. Тетерин впервые использовал векторный анализ и в результате получил простые и точные формулы и зависимости, отражающие связь между различными параметрами процессов. П. К. Тетерин предложил вместо двухвалкового использовать трёхвалковый прошивной стан винтовой прокатки, что позволило расширить сортамент и улучшить качество бесшовных труб. Широко применяется предложенный П. К. Тетериным способ вращательно-поступательной подачи заготовки в станах винтовой прокатки. Исключительный интерес представляет впервые созданная П. К. Тетериным теория планетарной прокатки.

### Смерть
Похоронен на Николо-Архангельском кладбище в Москве.

### Семья
Был женат. Сын Герман также учёный в области металлообработки.

## Награды
- В 1985 г. П. К. Тетерину присуждена Государственная премия СССР за цикл монографий в своей области науки.
- Кавалер Ордена Отечественной войны I степени (1985 год).
- В 1946 г. награждён медалью «За победу над Германией в Великой Отечественной войне 1941—1945 гг».
- В 1984 г. решением правительства ПНР награждён медалью «Братство по оружию».
- Знаки отличия ПНР (1984 г.)
- Награждён многими медалями.